# عملات الدولار الكندي
اُنتجت العملات المعدنية الكندية من قِبل دار سك العملة الملكية الكندية وقُيمت بالدولار الكندي ($) والوحدة الفرعية من الدولارات، السنتات (¢). تَظهر صورة الملك الحاكم دائمًا على وجه جميع العُملات المعدنية. هناك صور قياسية تَظهر على الوجه الخلفي، ولكن هناك أيضًا إصدارات تذكارية وعُملات تحمل صورًا مختلفة على الوجه الخلفي.

## فئات التداول
هناك ستة فئات من العُملات المعدنية الكندية المتداولة في الإنتاج: 5 سنت، 10 سنت، 25 سنت، 50 سنت، 1 دولار، و 2 دولار. رسميًا يُسمى كل منها وفقًا لِقيمتها (على سبيل المثال "قطعة 10 سنتات")، ولكن في الممارسة العملية فقط قطعة 50 سنتًا معروفة بهذا الاسم. تُعرف أصغر ثلاث عُملات معدنية بالأسماء التقليدية "نيكل" (5 سنتات)، و "ديم" (10 سنتات)، و "ربع" (25 سنتًا)، وتُسمى العُملات المعدنية من فئة دولار واحد ودولارين "لوني" (لتصوير لون على الوجه الخلفي) و "توني" (كلمة مركبة من "اثنين" و "لوني") على التوالي. توقف إنتاج القطعة النقدية الكندية بقيمة 1 سنت (المعروفة باسم "البيني") في عام 2012، حيث أدى التضخم إلى خَفض قيمتها بشكل كبير إلى ما دون تكلفة الإنتاج.
العُملات المعدنية الكندية لها اتجاه ميدالي، مثل العُملات المعدنية البريطانية أو اليورو، وعلى عكس العُملات المعدنية الأمريكية، التي لها اتجاه عُملة.
تداول قطعة الـ 50 سنتًا بشكل أقل بكثير من العُملات المعدنية الكندية الأخرى. بين عامي 2000 و 2007، قامت دار سك العُملة الملكية الكندية بَضرب أقل من 16 مليون عُملة منهم؛ على النقيض من ذلك، خلال نفس الفترة، اصدر أكثر من 2.25 مليار ربع دولار. تُسمى هذه العُملة أحيانًا بـ "نصف دولار".
باستثناء عُملة 2 دولار (التي لا يوجد لها مُعادل أمريكي)، فإن فئات العُملات المعدنية الكندية تتوافق مع فئات العُملات المعدنية الأمريكية. إن أحجام العُملات المعدنية الأخرى، باستثناء قطعة الـ 50 سنتًا، تساوي تقريبًا أحجام العُملات المعدنية الأمريكية الحالية، على الرغم من إن هذا لم يكن صحيحًا دائمًا. إنها تحتوي على تركيبة معدنية مختلفة ومعظمها أرق، وبالتالي تَزن أقل قليلاً من العُملات المعدنية الأمريكية المماثلة. استقر البنس الأمريكي على حجمه الحالي في عام 1857، في حين كان البنس الكندي أكبر بكثير (1 بوصة (25 مـم)) حتى عام 1920. نظرًا لأنه من السهل الخلط بينهما، فإن العُملات المعدنية الأمريكية والكندية بقيمة 5 سنتات، 10 سنتات، و 25 سنتًا تُداول أحيانًا في البلد الآخر. بسبب القيمة الأعلى عادةً للدولار الأمريكي، من الشائع في كندا قبول العُملات المعدنية الأمريكية بالقيمة الاسمية. لا تُقبل العُملات المعدنية الكندية بشكل شائع في الولايات المتحدة ولكنها أكثر شيوعًا في الولايات التي تستقبل العديد من الزوار الكنديين. إن خصائصهما الفيزيائية المختلفة تمنع من قِبولهما بشكل متبادل من قبل معظم الآلات التي تَعمل بالعُملة المعدنية.
كان في السابق بعض التطابق بين حجم العُملات المعدنية الكندية والعُملات المعدنية البريطانية ذات القيمة المماثلة. على سبيل المثال، كان البنس الكندي الكبير متطابقًا في الحجم و القيمة مع نصف البنس البريطاني المعاصر، والذي كان سعره 1 بوصة (25 مـم). في نسخة إدوارد السابع، وأكبر قليلاً في عهد فيكتوريا. على نحو مماثل، الربع الكندي (23.81 ملم) كان قِطرها متطابقًا تقريبًا في الحجم والقيمة مع الشلن البريطاني- بقيمة 12 بنسًا بريطانيًا أو حوالي 24 سنتًا كنديًا، مع 24-مليمتر (15⁄16 بوصة) القطر. كانت العُملات المعدنية الكندية من فئة 5 سنتات، حتى العُملات المعدنية النيكل الأكبر حجمًا في عام 1922، تساوي 15 سنتًا. عُملات فضية بقياس 21.2 ملم مختلفة تمامًا عن العُملات المعدنية الأمريكية "رأس الحرية" من عام 1883 إلى عام 1913، والتي كانت بقياس 21.2 ملم. سبائك النحاس و النيكل، ولكنها تَشبه إلى حد كبير عُملات نصف العشرة سنتات الأمريكية القديمة.

### التطورات في مجال سك العملات
من أهم التطورات الأخيرة في العُملات الكندية هو إدخال العُملات المعدنية بقيمة 1 دولار، و 2 دولار وسُحبت العُملة المعدنية بقيمة سنت واحد. صدرت عُملة الدولار الواحد ("اللوني") في عام 1987. ظلت ورقة النقد من فئة الدولار الواحد قيد الإصدار والتداول إلى جانب العُملة المعدنية من فئة الدولار الواحد لمدة العامين التاليين، حتى سُحبت في عام 1989. كان من المقرر أن تكون هذه العُملة المعدنية من العُملات الفضية (النيكل آنذاك) المُصممة على شكل مسافر والتي كانت في السابق متداولة بشكل محدود. لقد فُقدت القوالب أو سُرقت في نوفمبر 1986، مما استلزم إعادة تَصميمها. يُطلق على العُملة المعدنية الجديدة اسم "لوني" بشكل عام، وذلك بسبب الغطاس الشائع الموجود على ظهرها، وطُبق الاسم بشكل متكرر على وحدة العُملة أيضًا. مصنوعة من النيكل المطلي بالبرونز الذهبي. طُرحت العُملة المعدنية بقيمة 2 دولار، التي تحمل صورة دب قطبي، في عام 1996. يُطلق عليه عادةً اسم "toony" وهو ثنائي المعدن. سُحبت الورقة النقدية بقيمة 2 دولار في نفس الوقت الذي صدرت فيه العُملة المعدنية. على عكس العديد من المحاولات الأمريكية لإصدار عُملة معدنية بالدولار، قُبلت العُملات المعدنية الجديدة بسرعة من قِبل الجمهور، و يرجع ذلك إلى حد كبير إلى حقيقة إن بنك كندا والحكومة أجبروا على التحول من خلال إزالة الفواتير من فئة 1 دولار و 2 دولار من التداول.
في الفترة ما بين 1997 و 2001، لم تُصدر عُملة اللون الواحد بقيمة دولار واحد للتداول العام. بسبب الطلب المُرتفع على عُملة الدب القطبي بقيمة 2 دولار (بلغ عدد القطع النقدية المسكوكة بين عامي 1997 و 2001 ما يصل إلى 29 مليوناً في عام 2000 وحده)، نتجت العُملة المعدنية بقيمة دولار واحد فقط لمجموعات هواة جمع العُملات القياسية التي كانت متاحة على أساس سنوي، مثل مجموعات العُملات غير المتداولة، والعُملات الكندية، العينة، والنسخة التجريبية.
في 29 مارس/أذار 2012، أعلنت الحكومة الكندية أنه ستتوقف العُملة المعدنية بقيمة 1 سنت. توقفت دار سك العُملة الملكية الكندية عن إنتاج العُملات المعدنية بقيمة 1 سنت في مايو/أيار 2012، و في فبراير/شباط 2013 توقف بنك كندا عن توزيعها، ولكن العُملات المعدنية لا تزال قانونية. تُقرب المعاملات النقدية إلى أقرب 5 سنتات، في حين ستظل المعاملات غير النقدية (باستخدام الشيكات أو بطاقات الائتمان أو بطاقات الخصم) تُقرب إلى أقرب 1 سنت.

### إنتاج
صَدرت العُملات المعدنية الكندية من قبل دار سك العُملة الملكية الكندية وسُكت في منشآتها في وينيبيغ.. تَظهر جميع العبارات الخاصة الموجودة على العُملات التذكارية باللغتين الكنديتين، الإنجليزية، و الفرنسية. جميع العبارات القياسية الموجودة على الجوانب الخلفية للعُملات غير التذكارية مُتطابقة في كلتا اللغتين. على الوجهين الأماميين، يَظهر اسم و لقب الملك الكندي في نص مختصر باللغة اللاتينية. على العُملات المعدنية التي ضُربت منذ نوفمبر 2023، يُقرأ هذا "Charles III D. G. Rex"، ولكن العُملات المعدنية التي تحمل علامة "Elizabeth II D. G. Regina" استمر في التداول. "الأحرف الأولى تعني "Dei gratia" "إن العبارات بأكملها تعني "تشارلز الثالث، بفضل الله، الملك" و "إليزابيث الثانية، بفضل الله، الملكة".
لا تحتوي العُملات التذكارية لدورة الألعاب الأولمبية الشتوية 2010 في فانكوفر على نقش "D.G. Regina"، ويقرأون "كندا إليزابيث الثانية"، إلى جانب تأريخ الإصدار وإيلاناك، شعار الألعاب.

## تاريخ

### عملات المستعمرات
ابتداءً من عام 1858، بدأت العديد من مستعمرات أمريكا الشمالية البريطانية في إصدار عُملات معدنية خاصة بها مقومة بالسنتات، مع صورة الملكة فيكتوريا على الوجه الأمامي. حَلت هذه العُملات محل العُملات الإسترليني التي كانت متداولة في السابق. كانت مقاطعة كندا هي أول من أصدر العُملات المعدنية العشرية. وقد حُددت بناءً على قيمة الدولار الأمريكي، وذلك بسبب تدفق الفضة الأمريكية. كانت الفئات الصادرة هي 1 سنت، 5 سنتات، 10 سنتات، و 20 سنتًا. صدرت العُملة المعدنية بقيمة 1 سنت مرة أخرى في عام 1859، و لكنها لم تُحظى بشعبية كبيرة بسبب وزنها الخفيف للغاية. كان لا بد من تخفيض سعر العُملات المعدنية بنحو 20% حتى تُطرح للتداول. ومن المستعمرات الأخرى التي أصدرت عُملات عشرية مستعمرات نيو برونزويك و نوفا سكوشا، وكلاهما بدأ في عام 1861، و نيوفاوندلاند في عام 1865، و جزيرة الأمير إدوارد في عام 1871. يمكن رؤية العديد من الأمثلة عبر الإنترنت من خلال متحف العُملة الكندي.

### عملة الملكة فيكتوريا
في عام 1867، أقر البرلمان البريطاني قانون أمريكا الشمالية البريطانية لعام 1867 (المعروف الآن باسم قانون الدستور لعام 1867)، والذي يوحد مقاطعة كندا، نوفا سكوشا، ونيو برونزويك في دولة واحدة. ظلت عُملات المستعمرات الثلاث السابقة متداولة حتى عام 1870، وكانت جميعها قانونية في جميع أنحاء البلاد. وبما إن المستعمرات الأخرى دخلت الاتحاد لاحقًا، فقد تخلت عن عُملاتها الاستعمارية واعتمدت العُملة الوطنية الكندية.
في عام 1870، صدرت أول عُملة وطنية لدومينيون كندا بفئات 5 سنتات، 10 سنتات، 25 سنتًا، و 50 سنتًا. لم تصدر عُملة بقيمة 1 سنت حتى عام 1876. توحدت التصميمات برأس الملكة فيكتوريا على الوجه، القيمة، والتأريخ مع إكليل من خشب القيقب المتوج على الوجه الآخر، باستثناء العُملة المعدنية بقيمة 1 سنت، والتي كان على ظهرها حلقة دائرية من خشب القيقب.

### عملة الملك إدوارد السابع
في عام 1902، صدرت أول عُملات معدنية للملك إدوارد السابع. تعد العُملة المعدنية بقيمة 5 سنتات والتي صدرت عام 1902 محل اهتمام هواة جمع العُملات، حيث يتضمن تصميمها تاج القديس إدوارد القديم بدلاً من التاج الإمبراطوري للدولة. خُزنت هذه العُملات المعدنية بمجرد إصدارها، حيث اعتقد الجمهور إن خطأً قد حدث. في عام 1903، عُدل تصميم فئة 5 سنت وفقًا لذلك.
في عام 1907، قامت دار سك العملة هيتون بإصدار آخر إصدار لها من العُملات المعدنية الكندية- وهي عملة 1907H 1 سنت، وهي عُملة نادرة للغاية. في عام 1908، افتتح دار سك العُملة الملكية الكندية في أوتاوا. في ذلك الوقت كانت دار سك العُملة في أوتاوا تُعرف باسم فرع دار سك العُملة الملكية في أوتاوا. استخدم اسم "دار سك العُملة الملكية الكندية" لأول مرة في عام 1931.
يتضمن التصميم الخلفي للعُملات المعدنية بقيمة 10 سنتات عدة أصناف فيما يتعلق بالأوراق.

### عملة الملك جورج الخامس
توفي إدوارد السابع في عام 1910 وخلفه ابنه الملك جورج الخامس. ظهرت صورته على جميع العُملات المعدنية التي سُكت في كندا بعد ذلك، بمجرد الحصول على قوالب جديدة.:25
الإصدار الأولي لعُملة جورج الخامس يُعرف باسم عملة "الملحدة"، لأن الاختصار "Dei gra:", (لـ "Dei gratia" أو '[الملك] بنعمة الله'، حُذفت من ألقاب الملك. وعندما لاحظ الجمهور ذلك، اندلعت صرخة كبيرة إزاء هذا الخرق للتقاليد، واستُعيدت العبارة في وقت لاحق. صدرت جميع العُملات المعدنية من 1 سنت إلى 50 سنتًا. تُعد فئة 50 سنتًا هي الأكثر ندرة بين جميع العُملات المعدنية التي سُكت في عام 1911، حيث سُكت 209,972 قطعة منها. نشرت صحيفة Canadian Coin News مقالاً يَظهر فيه نموذجًا قديمًا من فئة 50 سنتًا يعود تأريخه إلى عام 1911، و كان يحمل عبارة "Dei gra:" الاختصار. لم تُعتمد حتى الآن هذه العُملة باعتبارها أصلية، حيث رُفضت من قبل ICCS، شركة التصنيف الكندية الشهيرة. نتجت عُملة الدولار ذات النمط 1911 مع شعار "Dei gra:" اختصار للمثالين المعروفين المصنوعين من الفضة والمثال المعروف المصنوع من الرصاص.

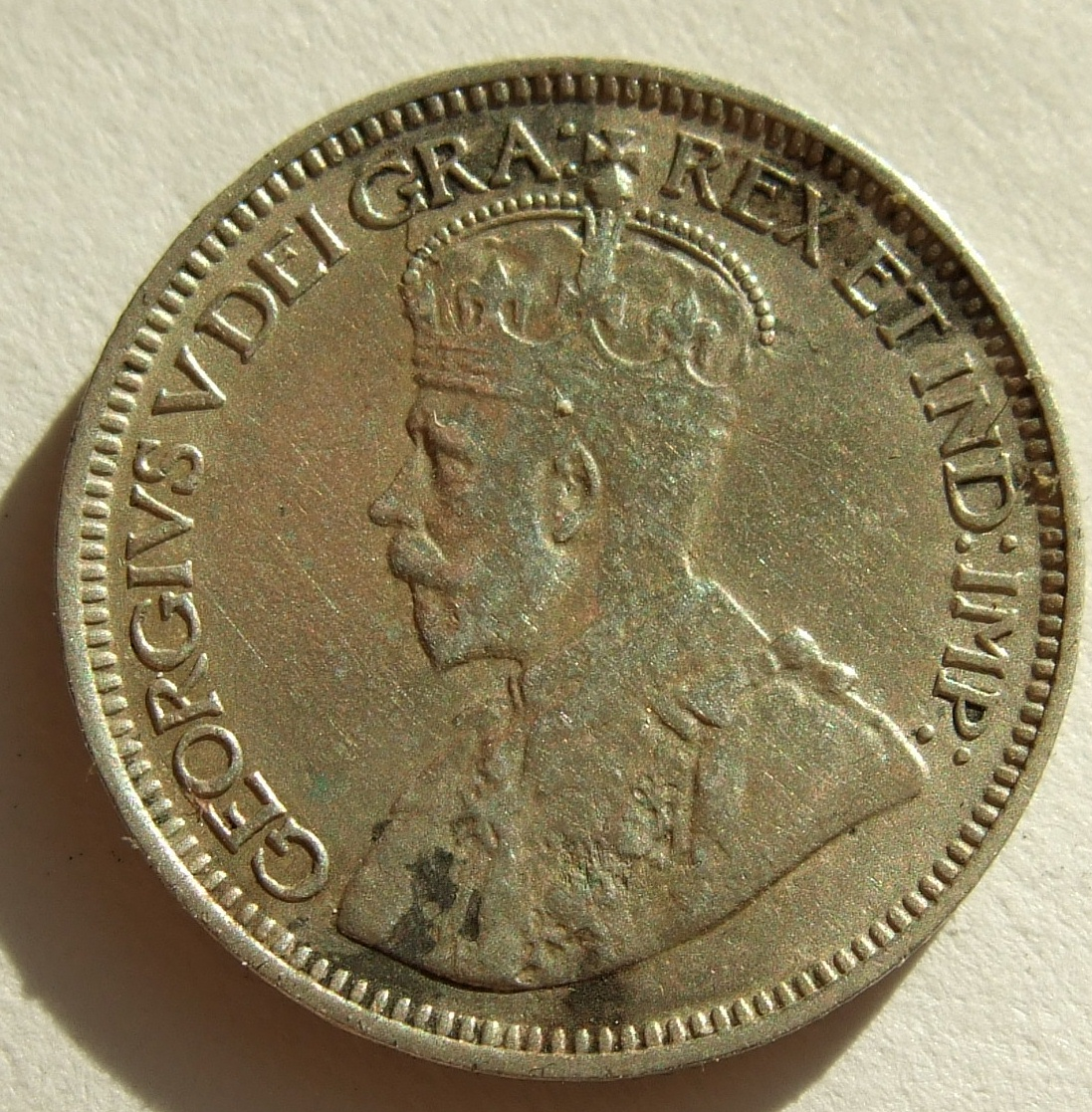
وجه عملة كندية بقيمة 10 سنتات تعود إلى عام 1917

في عام 1920، غُيرت جودة العُملات الفضية من 0.925 فضة نقية إلى 0.800 فضة نقية، وقُلص حجم السنت. في عام 1921، سُكت آخر العُملات الفضية بقيمة 5 سنتات. وهذهِ نادرة للغاية، إذ يصل عددها إلى أقل من 400. استبدلت في عام 1922 بعُملة نيكل أكبر حجمًا، ونسخًا لتغيير سابق في الولايات المتحدة، وبناءً على حقيقة أن كندا كانت المصدر الرئيسي لخام النيكل في العالم. :38
هناك بعض التواريخ النادرة، وخاصة عامي 1925 و 1926. هناك نوعان من 1926: النوع "القريب من 6"، والذي يكون ذيل الرقم 6 في الأسفل وبالقرب من ورقة القيقب، والنوع النادر "البعيد 6". عُملة 50 سنتًا الصادرة عام 1921 هي أيضًا عُملة نادرة للغاية. إنها أندر سلسلة الملك جورج الخامس.
صدرت أول عُملة فضية كندية بقيمة دولار واحد كعُملة تذكارية في عام 1935 لإحياء ذكرى اليوبيل الفضي للملك جورج الخامس. كانت صورة الملك الموجودة على هذه العُملة المعدنية هي نفسها الموجودة على عُملات العديد من البلدان الأخرى. تحمل هذه العُملة أيضًا coureur des bois الشهير التصميم الذي صممه إيمانويل هان. هذه العُملة المعدنية، وغيرها من العُملات التي صدرت منذ ذلك الحين بهذا التصميم العكسي، تحمل لقب "دولارات المسافر".

#### عملة معدنية من عام 1936
توفي الملك جورج الخامس في 20 يناير 1936، وخلفه الملك إدوارد الثامن. وبما أن تنازله عن العرش حدث قبل البدء في إنتاج أي عُملة كندية تحمل صورته، فلا توجد أي عُملة كندية تحمل صورته.
في عام 1937، كان هناك طلب مُلح على العُملات المعدنية من فئة 1 سنت، 10 سنتات، و 25 سنتًا، و لكن بما إن دار سك العُملة الملكية الكندية كانت تنتظر وصول أدوات و مصفوفات جديدة من دار سك العُملة الملكية، فقد اتخذ القرار بضرب العُملات المعدنية المؤرخة عام 1936، وإضافة نقطة في المنطقة القريبة من التاريخ للإشارة إلى أن العُملات المعدنية ضُربت في عام 1937. العملات المعدنية من فئة 1 سنت و 10 سنتات التي تحمل النقطة نادرة للغاية؛ في الواقع، نادرة للغاية لدرجة أنه لا يُعرف منها سوى أربع أو خمس عينات فقط. في عام 2004، بيعت "دوت سنت"، كما يُطلق عليها أحيانًا، في مزاد بمبلغ 207 آلاف دولار. بيعت العملة المعدنية بقيمة سنت واحد مرة أخرى في مزاد كنديانا مقابل 400 ألف دولار، في حين بيع مثال للقطعة المعدنية بقيمة عشرة سنتات مع النقطة مقابل 184 ألف دولار. رغم أن العُملة المعدنية بقيمة 25 سنتًا ليست نادرة مثل العُملات المعدنية بقيمة سنت واحد و عشرة سنتات، إلا أنها لا تزال عملة معدنية يصعب العثور عليها.

#### عملات ذهبية متداولة
صدرت العُملات الذهبية للتداول من عام 1912 إلى عام 1914 فقط (رفضت في وقت سابق "خوفًا من ارتكاب خرق للامتياز الملكي")، في فئات 5 و 10 دولارات، على الرغم من إصدار العملات السيادية، وفقًا للمعايير البريطانية، بكميات صغيرة لبعض السنوات. توقف سك العُملات الذهبية للتداول بسبب اندلاع الحرب العالمية الأولى، عندما استعادت حكومة كندا غالبية العُملات الذهبية المتداولة لتمويل الحرب. الغى خطط إعادة الإصدار في عام 1928. وفقًا للدار، خُزنت كمية كبيرة من العُملات الذهبية الصادرة في الفترة من 1912 إلى 1914 بواسطة بنك كندا لأكثر من 75 عامًا. في عام 2012، عرضت الدار 30 ألف قطعة نقدية من المجموعة للبيع للجمهور من خلال قنوات البيع بالتجزئة، وذكرت أنها ستقوم بإذابة و تنقية ما تبقى من 245 ألف قطعة نقدية لبيع محتواها الذهبي.
| سنة            | فئة                   | سك النقود     | معروض للبيع من قبل دار سك العملة في عام 2012 |
| -------------- | --------------------- | ------------- | -------------------------------------------- |
| 1912           | 5 دولار               | 165,680       |                                              |
| 1913           | 5 دولار               | 98,832        |                                              |
| 1914           | 5 دولار               | 31,122        |                                              |
| المجموع الفرعي | 5 دولار               | 295,634       | 5,761                                        |
| 1912           | 10 دولار              | 74,759        |                                              |
| 1913           | 10 دولار              | 149,232       |                                              |
| 1914           | 10 دولار              | 140,068       |                                              |
| المجموع الفرعي | 10 دولار              | 364,059       | 24,239                                       |
| المجموع        | 5 دولارات، 10 دولارات | 659,693 [ أ ] | 30,000                                       |

### عملة الملك جورج السادس

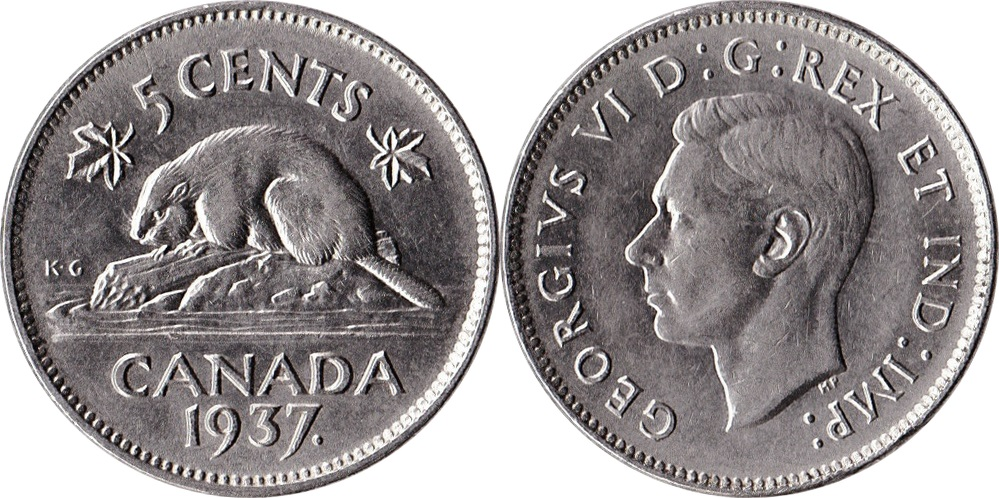
عملة جورج السادس 5 سنتات من عام 1937

في أواخر عام 1937، وصلت الأدوات و المصفوفات أخيراً من لندن، لذا سُكت العُملات المعدنية الجديدة في عهد الملك جورج السادس. يعود تأريخ تصميم العُملات المعدنية الحالية إلى هذه الفترة. وكانت العُملات المعدنية على النحو التالي:
- 1¢: غصن به ورقتا قيقب (المصمم: جورج كروجر جراي )
- 5 سنتات: قندس يجلس على صخرة وجذع شجرة (المصمم: جورج كروجر جراي)
- 10 سنتات: سفينة السباق الشهيرة Bluenose من نوفا سكوشا (المصمم: إيمانويل هان )
- 25 سنتًا: رأس حيوان الرنة (المصمم: إيمانويل هان)
- 50 سنتًا: شعار النبالة الكندي (المصمم: جورج كروجر جراي)
- 1 دولار: فوياجيور (المصمم: إيمانويل هان)

وكان هناك أيضًا دولار فضي واحد صدر في عام 1939 لإحياء ذكرى الزيارة الملكية. الوجه الأمامي للعُملة يحمل الصورة المعتادة للملك جورج السادس، بينما الوجه الخلفي يحمل صورة مبنى البرلمان الكندي في أوتاوا. وقد صمم هذا أيضًا بواسطة إيمانويل هان.
خلال الحرب العالمية الثانية، كان الطلب على النيكل من أجل المجهود الحربي كبيرًا بما يكفي لإصدار عُملة 5 سنتات بالتومباك بدلاً من ذلك.
في حين أن جميع عُملات جورج السادس الكندية لا تزال قانونية، فإن العُملات المعدنية من فئة النيكل هي العُملة المعدنية الوحيدة المتبقية من فئة جورج السادس في أي دولة والتي لم يلغى تداولها أو سحبها فعليًا من التداول بسبب محتواها من المعادن الثمينة (أو في حالة البنس، سُحبت من التداول).

#### عملة ورق القيقب عام 1947
حتى عام 1947، حملت عُملات جورج السادس النقش Georgius VI D:G: Rex et Ind:Imp: ("Georgius VI, Dei gratia, Rex et Indiae Imperator"، أو "جورج السادس، بفضل الله، ملك وإمبراطور الهند"). وبما أن الهند أصبحت مستقلة في ذلك العام باعتبارها دومينيون الهند و دومينيون باكستان، فقد كان من الضروري إسقاط عبارة "إمبراطور الهند" من العُملات المعدنية. ومع ذلك، كان هناك طلب على العُملات المعدنية. وبينما كنا ننتظر وصول الأدوات والمصفوفات الجديدة من دار سك العُملة الملكية، اتخذ قرار بسك العملات المعدنية التي يعود تأريخها إلى عام 1947، ولكن اضيف رمز ورقة القيقب بجوار التاريخ للإشارة إلى أن العملات المعدنية سكت في عام 1948. :27
الدولار الفضي الواحد يوجد في نوعين: "7 طويل" و "7 قصير". العملة المعدنية بقيمة دولار واحد هي أيضًا العملة الأكثر ندرة. 1 سنت هي العملة الأكثر شيوعًا. يوجد 1 سنت في نوعين، "7 حادة" و "7 مدببة". إن الرقم 7 الصريح هو الأكثر ندرة و بالتالي أكثر قيمة. الجزء العلوي من 7 بالقرب من غصن القيقب يكون حادًا قليلاً مقارنة بالتنوع المدبب الموجود عادةً. الرقم 7 المدبب هو نفس الرقم المستخدم في الإصدار العادي من العملة الورقية فئة 1 سنتًا في عام 1947. العملة المعدنية بقيمة 50 سنتًا موجودة أيضًا بنوعين "7". على الرغم من ندرته إلى حد ما، فإن الرقم 7 المنحني على اليسار (أو المستقيم) أكثر شيوعًا من الرقم 7 المنحني على اليمين. كانت العُملات المعدنية العادية من فئة 50 سنتًا في عام 1947 تأتي أيضًا بـ 7 أرقام منحنية على اليمين واليسار. هذه الأصناف من عام 1947 بدون ورقة القيقب تحظى بنفس القيمة باستثناء المنحني الأيمن 7 ذو الدرجة العالية للغاية.
لا توجد أصناف مميزة لعُملات القيقب الورقية لعام 1947 فئة 5 سنت، 10 سنت، و 25 سنت، وهي كلها عملات شائعة إلى حد ما.

#### عملة الملك جورج السادس (1948–1952)
وصلت الأدوات و المصفوفات الجديدة من لندن، وبالتالي توقف إصدار العُملات الورقية القيقبية. نُقش وجه العُملات المعدنية بواسطة Georgius VI Dei gratia Rex ('جورج السادس بنعمة الله الملك') . خلال إصدار هذه العُملة المعدنية، سك دولار واحد تذكاري من الفضة في عام 1949 لإحياء ذكرى أن أصبحت نيوفاوندلاند المقاطعة العاشرة في كندا. تعتبر العملات المعدنية لعام 1948 نادرة للغاية، خاصة عملة 50 سنتًا والدولار الفضي الواحد. يرجع ذلك إلى البطء في تسليم الأدوات والمصفوفات المعدلة من لندن.
في هذه العُملة، هناك العديد من الأصناف البارزة. الأولى منها هي العملة المعدنية فئة 50 سنتًا والتي تحمل علامة "لا خطوط في 0" والتي صدرت عام 1950. الصنف الأكثر شهرة في هذه السلسلة هو "دولار أرنبريور"، الذي يحتوي على خط مائي واحد ونصف بالقرب من قوس الزورق بدلاً من خطوط الماء الثلاثة العادية. تسمية هذا الصنف على اسم مدينة أرنبريور، أونتاريو، حيث اكتشف هذا الصنف.

### عملة الملكة اليزابيث الثانية

#### وجه العملة
لقد صدرت عدة سلاسل من العُملات المعدنية في عهد إليزابيث الثانية، بما في ذلك السلسلة الحالية. استخدم أربع صور مختلفة للملكة على العُملات الكندية، مع تقديم صور جديدة في عام 1953، 1965، 1990 و 2003.
استُخدم النوع الأول في عملات الفترة من 1953 إلى 1964، والتي تضمنت صورة للملكة صممتها ماري جيليك، مع إكليل من الغار في شعر الملكة. في عام 1965، قام أرنولد ماشين بنحت وجه جديد للعُملة، يظهر فيه ملكة أكثر نضجًا ترتدي تاجًا. عُدل النقش الموجود على الوجه أيضًا، عن طريق اختصار عبارة Dei Gratia إلى "DG" لتوفير المساحة. صممت هاتين النسختين من صور الملكة من قبل دار سك العملة الملكية البريطانية، وكانت مشابهة لتلك المستخدمة على العملات البريطانية، الأسترالية، و النيوزيلندية.
صُممت صور عامي 1990 و 2003 من قبل فنانين كنديين، وتصميم تمثال عام 1990 من قبل دورا دي بيدري هانت و تمثال عام 2003 من قبل سوزانا بلانت، وهي فريدة من نوعها على العملات الكندية.

#### جوانب أخرى
في عام 1959، اعيد تصميم الوجه الخلفي للعُملة المعدنية بقيمة 50 سنتًا. في عام 1957، بُسط شعار النبالة الخاص بكندا. وقد اقترحت الملكة استبدال تاج تيودور بتاج إدوارد المعترف. انعكست التغييرات في العملة المعدنية بقيمة 50 سنتًا لعام 1959. تصميم الوجه الخلفي الجديد بواسطة توماس شينجلز، مما أدى إلى تحديث شعار النبالة الكندي.
في عام 1968، خفضت قيمة العُملة المعدنية فئة 10 سنتات و الفئات الأعلى، واستُبدلت سبائك الفضة التي كانت مصنوعة منها بالنيكل. العُملة المعدنية من فئة العشرة سنتات لعام 1969 تحتوي على نوعين، 9 كبيرة (نادرة) و 9 صغيرة (شائعة). في عام 1973، صدر ربع دولار تذكاري لشرطة الخيالة الملكية الكندية؛ كما يوجد نوعان: تمثال نصفي كبير (نادر) وتمثال نصفي صغير (شائع).
في عام 1987، قُدمت عملة بقيمة 1 دولار، والمعروفة باسم "لوني"، لتحل محل دولار فوييجير بتصميم جديد، لون جديد و حجم أصغر. كما حلت هذه العُملة محل ورقة الدولار الواحد، والتي سحبت لاحقًا من التداول بواسطة بنك كندا. في فبراير 1996، صدرت عملة بقيمة 2 دولار، أو توني؛ وهي تحتوي حاليًا على ثلاثة أنواع. استبدلت العملة الورقية بقيمة 2 دولار بالتوني.
في عام 2000، غُيرت جميع العملات المعدنية التي تقل قيمتها عن دولار واحد إلى الفولاذ مع طلاء النحاس أو النيكل؛ و في عام 2012، وسع هذا ليشمل العملات المعدنية بقيمة 1 دولار و 2 دولار أيضًا. تُسك العملة المعدنية بقيمة 50 سنتًا بانتظام ولكن ليس بكميات كبيرة؛ ومن النادر جدًا العثور على هذه العملة المعدنية في التداول، على الرغم من محاولة فاشلة قامت بها دار السك للترويج لاستخدام العُملة المعدنية عندما صدرت طبعة خاصة في عام 2002 بمناسبة الذكرى الخمسين لاعتلاء إليزابيث الثانية العرش.
العُملات المعدنية الصادرة في عام 2002 لا تحمل تأريخ السك المعتاد، والذي يظهر عادة على الجانب الخلفي. وبدلاً من ذلك، تحمل العُملات المعدنية لعام 2002 تأريخًا تذكاريًا مزدوجًا على الوجه: "1952–2002"، لإحياء الذكرى الخمسين لحكم الملكة.

### عملة الملك تشارلز الثالث
صرحت دار سك العملة الملكية الكندية أن العُملات المعدنية المتداولة التي تحمل صورة تشارلز الثالث ستُصدر في الربع الرابع من عام 2023.
صممت صورة تشارلز الثالث بواسطة ستيفن روزاتي، الذي كان واحدًا من 350 فنانًا قدموا طلبًا إلى دار سك العُملة الملكية الكندية لتصميم الصورة. صدرت أول عملات معدنية تحمل التصميم بعد الكشف عن التصميم في 14 نوفمبر 2023؛ وتداولت في ديسمبر 2023.

## تفاصيل أخرى عن العملات

### عملات إصدار خاص
على الرغم من أن دار سك العُملة قد أنتجت العديد من العملات المعدنية ذات الإصدارات الخاصة في السنوات الأخيرة، إلا أن كندا لديها تأريخ من هذه العُملات المعدنية. من عام 1943 إلى عام 1945، أصدرت دار سك العُملة "عملة النيكل النصر" للترويج للمجهود الحربي الكندي. في عام 1951، صدرت عملة تذكارية متداولة بقيمة 5 سنتات بمناسبة الذكرى المئوية الثانية لاكتشاف عنصر النيكل. في عام 1967، صدرت جميع العُملات المعدنية الكندية بوجه خاص للاحتفال بالذكرى المئوية الكندية. وبعد ست سنوات، صدرت "ربع دولار من شرطة الخيالة الملكية الكندية" في عام 1973 لإحياء ذكرى مرور مائة عام على تأسيسها.
في السنوات الأخيرة، أصدرت دار سك العُملة عدة سلاسل من العُملات المعدنية ذات الوجهات الخاصة. كانت معظم هذه العُملات من فئة 25 سنتًا، وخاصة في الأعوام 1999-2001. كانت هناك أيضًا إصدارات من العُملة المعدنية بقيمة 2 دولار للاحتفال بتأسيس نونافوت، و أخرى تحمل صورة عائلة من الدببة القطبية؛ وكانت هناك عدة إصدارات من العُملة المعدنية بقيمة 1 دولار، أحدها كان يحمل نصب تذكاري لقوات حفظ السلام الكندية في أوتاوا لإحياء ذكرى حصولهم على جائزة نوبل للسلام. بدأت عملة تيري فوكس التذكارية بقيمة دولار واحد في التداول في 4 أبريل 2005.
في 21 أكتوبر 2004، كشفت دار سك العملة الملكية الكندية عن عملة معدنية بقيمة 25 سنتًا تحمل صورة زهرة الخشخاش. تحتوي هذه العُملة المعدنية على زهرة الخشخاش الحمراء (Papaver rhoeas) الملونة باللون الأحمر، محفورة في وسط ورقة القيقب فوق لافتة مكتوب عليها "تذكر- تذكار". إنها أول عملة ملونة في العالم. في حين أنتجت دور سك النقود في بعض البلدان عُملات معدنية ملونة لتسويقها لهواة الجمع، فإن هذه هي أول عُملة معدنية ملونة تداولت بشكل عام في العالم.
تذكر الدار أنه مع الاستخدام العادي، من المفترض أن يظل اللون ثابتًا لسنوات عديدة، على الرغم من أن هذا الادعاء دحض بسرعة. ثُبتت مركبات التلوين على المعدن في قسم "مغبر" مُجهز خصيصًا من العُملة المعدنية ويبدو أنها تزول بسهولة إذا فُركت عمدًا. ستحتفظ العملة المعدنية بقيمتها الكاملة حتى لو تآكلت زهرة الخشخاش الحمراء أو تُزال؛ و مع ذلك، فمن المتوقع الآن أن تصبح العينات الملونة بالكامل قابلة للتحصيل في المستقبل.
في حادثة معزولة في الولايات المتحدة، ابلغ عن هذه العُملات المعدنية لفترة وجيزة باعتبارها "أداة تجسس" محتملة من قبل بعض المتعاقدين الدفاعيين الأمريكيين غير المألوفين بالعملة ذات المظهر الغريب، وأثاروا تحذيرات التجسس حتى يتضح الموقف.
في 4 مايو/أيار 2005، كشفت دار سك العُملة عن "عُملة نيكل النصر" الجديدة، والتي تذكرنا بالعُملة الأصلية التي صدرت خلال الحرب العالمية الثانية. العُملة المعدنية الجديدة تحتفل بالذكرى الستين لانتصار الحلفاء في الحرب العالمية الثانية. انتجت 59,258,000 نيكل نصر و تعامل معها كعُملات معدنية متداولة بشكل منتظم.
في عام 2005، صدرت عُملات معدنية بقيمة 25 سنتًا و 5 دولارات لإحياء ذكرى مرور مائة عام على إنشاء مقاطعتين في كندا: تمثل العُملة المعدنية الخاصة بألبرتا استكشاف النفط في تلك المقاطعة؛ وتصور العُملة المعدنية الخاصة بساسكاتشوان طائر قبرة المرج المغني و رافعة الحبوب. وفي وقت لاحق من نفس العام، أصدرت دار سك العُملة عملة عام المحاربين القدامى لتكريم المحاربين القدامى، مرة أخرى في فئة 25 سنتًا.
في 21 فبراير 2007، أعلنت دار السك أنه ستنتج عملة تزن 100 كيلوغرام بحجم بيتزا كبيرة و قيمة اسمية قدرها مليون دولار. تحمل هذه العُملة الجديدة أعلى قيمة اسمية في العالم، باستخدام حوالي مليوني دولار من الذهب الخالص بنسبة 99.999%، و انتجت خمسة منها و بيعها للمستثمرين.

### الأساطير الحضرية
انتشرت العديد من الأساطير الحضرية و المعلومات الخاطئة الأخرى فيما يتعلق بالعُملة الكندية.
- يمكن للمركز أن يخرج من قطعة صغيرة. هذا صحيح في الواقع، و لكن فقط بالنسبة للعملات المعدنية التي سكت في عام 1996. كانت العديد من العملات المعدنية في الشحنة الأولى معيبة، ويمكن أن تنفصل إذا ضربت بقوة أو تجمدت، حيث أن القطعة المركزية سوف تنكمش أكثر من الجزء الخارجي. صححت هذه المشكلة بسرعة، وانتهت الموجة الأولية من "ظهور الرسوم المتحركة" بعد بضعة أشهر من طرح العملة المعدنية.
- لم تعد القطعة النقدية بقيمة 50 سنتًا تُسك و/أو سحبت من التداول. إن عملة الـ 50 سنتًا لا تداول إلا قليلاً لدرجة أن العديد من الأشخاص لم يروا أو يلمسوا واحدة منها شخصيًا. ومن المعروف أن أصحاب المتاجر يرفضون قبولها كطريقة للدفع لأنهم لا يعترفون بها كعُملة كندية. ومع ذلك، تواصل RCM إنتاج عملة 50 سنتًا سنويًا لمجموعات العُملات مثل مجموعات العُملات غير المتداولة و العينات، و الإثبات. على الرغم من أن RCM تنتج العُملات المعدنية بأعداد صغيرة (في عام 2005، بلغ سك العُملات المعدنية 200000، ولم تنتج العُملات المعدنية للتداول في عامي 2003 و 2004)؛[19] تشترى معظمها من قبل هواة جمع العملات المعدنية. ويذهب الباقي إلى البنوك، على الرغم من أن معظمها لا يعطيها إلا إذا طلب العميل ذلك على وجه التحديد. و بعد مرور فترة زمنية كافية، ينبغي لأي بنك أن يكون قادرا على الحصول عليها بكميات كبيرة لعملائه. أيضًا توزع عملة الـ 50 سنتًا بشكل شائع كتغيير منتظم في بعض مواقع بريد كندا. في عام 2002، جرت محاولة لتوسيع تداول قطعة الخمسين سنتًا من خلال إصدار عملة معدنية مصممة خصيصًا للاحتفال باليوبيل الذهبي للملكة إليزابيث الثانية، والتي تداولت من خلال سلسلة متاجر Laura Secord Chocolates في كندا.
- التاج خاطئ في صورة الملكة. وعندما صدرت صورة العملة المعدنية الجديدة لأول مرة في عام 1990 (انظر أعلاه)، ظهر نقش مفاده أن الفنان أضاف ببساطة صورة تاج إلى صورة الملكة، و أنها لم تكن من المفترض أبدًا أن تُرى وهي ترتدي غطاء الرأس هذا. هذا غير صحيح، فقد ظهرت شخصيًا في الصورة وهي ترتدي أحد تيجانها المعتادة.

### تماثيل
1953- تتويج ملك جديد يعني تمثالًا جديدًا. بسبب مشكلة مع نموذج صورة الملكة إليزابيث الجديدة، عُثر على نوعين من العُملات المعدنية، يطلق عليهما "بدون طي الكتف" و "يجب طي"، في التداول خلال عام 1953. إعداد نموذج الصورة في إنجلترا من قبل النحاتة ماري جيليك. كان ارتفاع هذا النموذج مرتفعًا للغاية. وقد أثر هذا على التمثال الجديد لأن الجزء الأوسط الذي يحتوي على خطين على الكتف (يمثلان طية في ثوب الملكة) لم يكن مناسبًا للعُملات المعدنية. وقد أطلق علماء العُملات على هذا الوجه اسم "بدون حزام كتف".
وفي وقت لاحق من عام 1953، قررت سلطات الدار تصحيح العيوب في تصميم الوجه الأمامي. استدعى توماس شينجلز، كبير النقاشين في المتحف الملكي للفن الحديث، لخفض نقش النموذج. وكانت النتيجة أنه عزز تفاصيل الكتف و الشعر. قُدم هذا الوجه المنقح (غالبًا ما يُطلق عليه اسم "حزام الكتف" بسبب تشابه الخطوط مع الحزام) قبل نهاية العام. وقد قُبل هذا باعتباره الوجه القياسي. استخدم الوجه الخالي من طيات الكتف لإنتاج بعض سنتات عام 1954 للمجموعات المشابهة للإثبات و كمية صغيرة من سنتات عام 1955 للتداول. إن مجموعة عام 1955 التي لا تحتوي على أكتاف هي الأكثر طلبًا من قبل هواة الجمع.
1965- ابتداءً من عام 1965، خضع تمثال الملكة للتغيير الأول من بين ثلاثة تغييرات. يُظهر الوجه الجديد للملكة ملامح وجه أكثر نضجًا. و كان ارتداء التاج هو الجانب الآخر للتمثال الجديد.
1990– ظهر وجه جديد للعُملة يظهر الملكة وهي ترتدي تاجًا من الماس و مجوهرات. على الرغم من تغيير التمثال في عام 2003، إلا أن هذه الصورة التي تحمل التاج لا تزال تستخدم على جميع العُملات المعدنية الخاصة بالعام القمري الصيني الجديد.
2003– احتفالاً بالذكرى الخمسين لتتويج الملكة، قُدم وجه جديد للعُملة. الميزة الفريدة لهذا التمثال هي أن الملكة بدون غطاء للرأس. كانت هذه هي المرة الأولى التي لا يرتدي فيها تمثال ملكي غطاء للرأس منذ والد إليزابيث، الملك جورج السادس، قبل نصف قرن من الزمان.

### علامة العملات
في محاولة لبناء العلامة التجارية، نفذت دار سك العُملة الملكية الكندية سياسة حيث تحمل جميع عُملاتها المتداولة و العُملات المخصصة لهواة الجمع علامة دار سك جديدة. كُشف عن علامة الدار الملكية الكندية للعملات في مؤتمر الجمعية الكندية لعلم العملات في شلالات نياجرا، أونتاريو، في يوليو/تموز 2006، وكانت عبارة عن نسخة طبق الأصل من شعار الدار الملكية الكندية للعُملات.
كانت أول عُملة متداولة تحمل علامة الدار الجديدة هي العُملة المعدنية بقيمة 2 دولار بمناسبة الذكرى السنوية العاشرة، و التي رسمها توني بيانكو. وهذا يعني أن علامة الدار النقدية "P" التي تعترف بتقنية الطلاء لن تُستخدم بعد الآن. بالنسبة لهواة الجمع، كانت أول عُملة لهواة الجمع تحمل علامة الدار الجديدة هي مجموعة العُملات والطوابع Snowbirds.

### السجلات
في كتالوج تشارلتون القياسي للعُملات الكندية، قُيمت العُملة المعدنية بقيمة 1 دولار لعام 1911 بمبلغ 1,250,000 دولار. هناك فقط عينتين معروفتين من الفضة الإسترلينية، وعينة واحدة من الرصاص. توجد إحدى العينات الفضية وعينة الرصاص في متحف العملات التابع لبنك كندا، في حين توجد العينة الأخرى في مجموعة خاصة. وتعود ندرة هذه العُملة إلى حقيقة أن الحكومة الفيدرالية اختارت عدم المضي قدماً في إنتاج "الدولار الفضي" في عام 1911. كان من المقرر في الأصل أن تتضمن مجموعات العُملات المعدنية لعام 1911 دولارًا واحدًا، لكن المجموعات جاءت بفجوة فارغة حيث كان من المفترض أن تكون عُملة الدولار الواحد. لم تصدر كندا عُملة معدنية بقيمة دولار واحد حتى عام 1935، عندما أصدرت دولارًا متداولًا احتفالًا باليوبيل الفضي لجورج الخامس.
بين علماء العُملات، تعتبر عملة 50 سنتًا الصادرة عام 1921 أندر عُملة متداولة في كندا، و تُعرف باسم ملكة العُملات الكندية. اعتبارًا من عام 2012، قُيمت قطعة نقدية بقيمة 50 سنتًا من عام 1921 بحالة MS-65 بمبلغ يتراوح بين 250 ألف دولار و 350 ألف دولار. وعلى الرغم من سك 206,398 قطعة نقدية، كان الطلب على العُملات المعدنية فئة 50 سنتًا منخفضًا للغاية في عشرينيات القرن العشرين. يُعتقد أن معظم العُملات المعدنية من فئة 50 سنتًا من عامي 1920 و 1921 صهرت (و التي يصل عددها إلى حوالي 480,392 عملة معدنية). كان سبب الذوبان هو الحاجة إلى عُملات معدنية جديدة لعام 1929، وإذا طُرحت العُملات المعدنية من عامي 1920 و 1921 للتداول، فإن الناس سوف يشكون في العُملات المعدنية المزيفة. وفقًا للنقش، لا يزال هناك 50 قطعة نقدية فقط من هذه العُملات موجودة (مع وجود 3 فقط معروفة في حالة سك العملات)، ومعظمها من مجموعات العينات التي بيعت للأشخاص الذين زاروا RC Mint.

### نيكل النصر
(تومباك 1943-1944) (فولاذ 1944-1945)

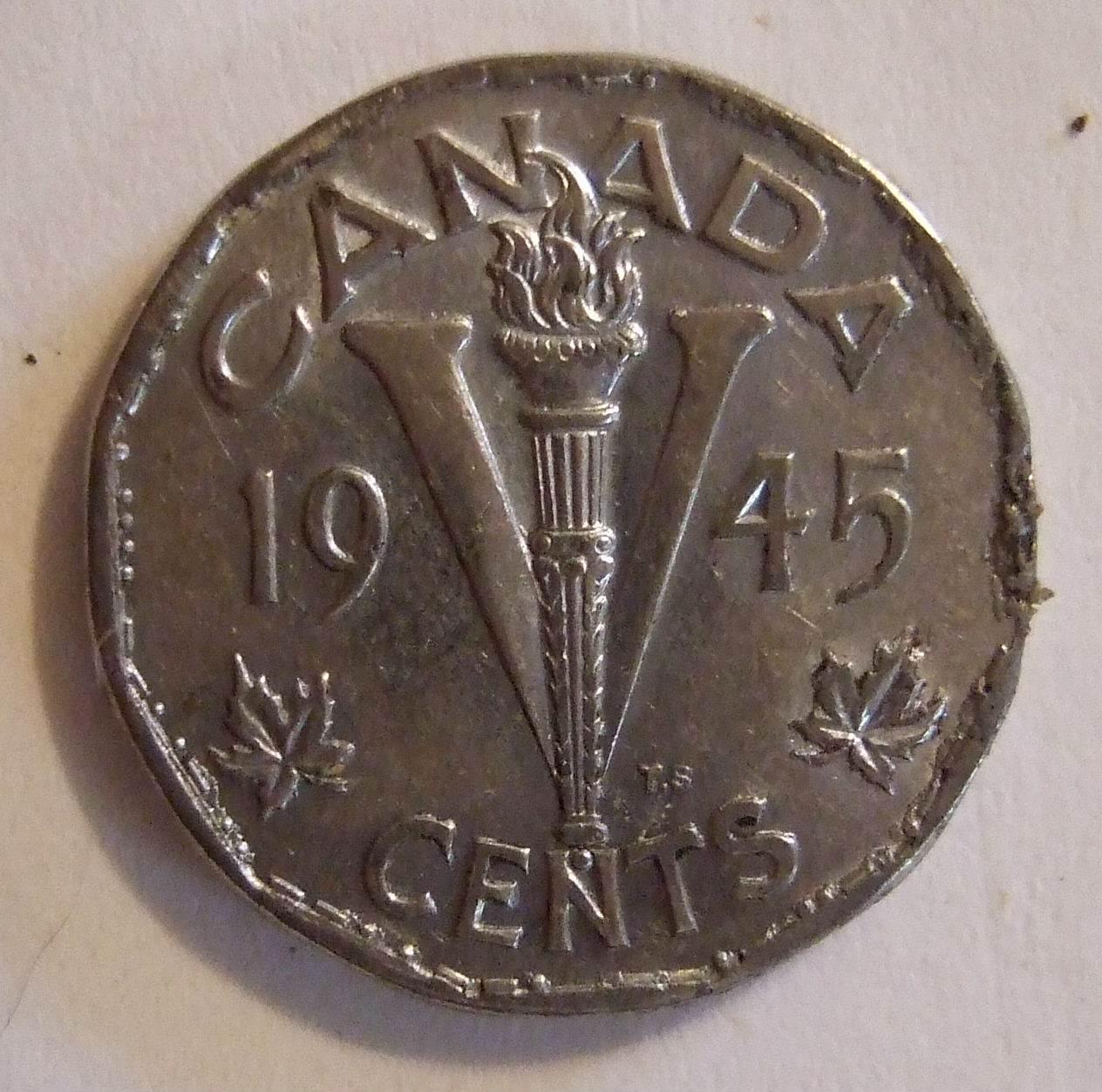
الوجه الخلفي لعملة النيكل النصرية، كما تم سكها في عام 1945

خضعت القطعة النقدية بقيمة 5 سنتات لتغيير في التصميم لأول مرة منذ عام 1937 عندما ُقدم القندس لأول مرة. يتميز الوجه الخلفي الجديد بتصميم V مذهل. و من أجل تعزيز المجهود الحربي، اعتمد علامة V الشهيرة التي استخدمها ونستون تشرشل. و لعل الجانب الأكثر غرابة في هذه العُملة هو شفرة مورس. المعنى كان "نحن نفوز عندما نعمل طوعا". كان من المعروف أن حواف الإصدارات الفولاذية من عُملة النيكل النصرية معرضة للصدأ.
نتيجة للطلب المرتفع على النحاس و الزنك أثناء المجهود الحربي، عُلق استخدام التمباك. تركيبة جديدة من الفولاذ بنسبة 0.0127 طلاء النيكل بسمك 0.0003 ملم أصبح طلاء الكروم بالمليمترات هو القاعدة. عُملية طلاء هذه العُملات المعدنية تعني أنه يجب طلاء الشرائط قبل ثقب الفراغات. و كانت النتيجة أن حواف الفراغات أصبحت غير مطلية. على الرغم من عودة RCM إلى استخدام النيكل بعد الحرب العالمية الثانية، إلا أن المجهود الحربي الكوري أدى إلى استخدام الفولاذ مرة أخرى في عام 1951. و قد اكتشف لاحقًا أن بعض العُملات الفولاذية تحتوي على طلاء النيكل فقط و كانت ذات لون رمادي و ليس المظهر "الأزرق" المعتاد. حتى وقت قريب، لم يكن هذا الصنف يحظى بسعر مميز من قبل هواة الجمع، و لكن حقيقة أن بعض السنوات تكون أكثر ندرة من غيرها بدأت تثير الاهتمام بهذا الصنف.

## قراءة إضافية
- Cuhaj، George S.؛ Michael، Thomas (10 نوفمبر 2010). Canadian Coin Digest. Krause Publications. ISBN:978-1-4402-1436-3. مؤرشف من الأصل في 2017-03-29.
- Harper، David C.؛ Miller، Harry؛ Michael، Thomas (2011). 2012 North American Coins & Prices. Krause Publications. ISBN:978-1-4402-1725-8. مؤرشف من الأصل في 2016-02-18.
- Harper، David C.؛ Miller، Harry؛ Michael، Thomas (16 أغسطس 2010). North American Coins & Prices: A Guide to U.S., Canadian and Mexican Coins. F+W Media, Inc. ISBN:978-1-4402-1286-4. مؤرشف من الأصل في 2017-03-29.
- Coins of Canada by J.A. Haxby and R.C. Willey.

## روابط خارجية
- of the Royal Canadian Mint (producer of Canadian coins)